# Sergio Muñoz Yáñez
Sergio Antonio Muñoz Yáñez (San Fernando, 3 de junio de 1967) es un expolicía chileno. Fue el director general de la Policía de Investigaciones de Chile (PDI) desde el 10 de junio de 2021 hasta el 15 de marzo de 2024.
En 2025 fue condenado a tres años y un día de presidio, con el beneficio de libertad vigilada, por el delito de delito de violación de secreto en carácter reiterado, en el contexto del denominado Caso Hermosilla.

## Biografía
Sergio Muñoz nació en San Fernando, hijo de Óscar Arturo Muñoz Maulen y Zoila Hortensia Yáñez Campos. Su padre fue un trabajador de la Empresa de Ferrocarriles del Estado, y más tarde fue presidente de la Unión Comunal del Adulto Mayor (UCAM) en San Fernando, ciudad donde conoció a Zoila Hortensia Yáñez Campos, con quien contrajo matrimonio, naciendo tres hijos.

## Formación relevante
- 2008 Diplomado en Alta Dirección Pública (Curso de Alto Mando).
- Federal Bureau of Investigation (FBI).
- Entrenamiento táctico en narcóticos Drug Enforcement Administration (DEA)
- Diploma en Administración de Divisiones Policiales en la Policía de San Petersburgo, Rusia.[6]

## Carrera policial
- Ingresó en 1985 a la antigua Escuela de Investigaciones Policiales, de la cual egresó en 1988.
- Sexta Comisaría Judicial (actual Brigada de Investigación Criminal) de Providencia.
- Brigada Antinarcóticos de Coyhaique.
- Coyhaique, formó la primera Brigada Investigadora de Robos, de la cual fue su jefe, tiempo que también debió ejercer el mismo rol en la Brigada de Investigación Criminal de esa capital regional.
- 2010 fue designado como jefe a la Brigada de Investigación Criminal San Fernando.
- 2013 estuvo a cargo de la Prefectura Provincial Colchagua y posteriormente de la Prefectura Metropolitana Centro Norte.
- 2015 integra el Alto Mando ascendiendo a prefecto inspector y asume la dirección de la II Región Policial de Antofagasta.
- 2017 asume la V Región Policial de Valparaíso.
- 2019 es ascendido como prefecto general al cargo de subdirector de Inteligencia, Crimen Organizado y Seguridad Migratoria.[6][7]

## Medallas y condecoraciones
- Condecoración Presidente de la República:

1. Collar de la Gran Cruz.
2.  Gran Oficial.

## Director general de la Policía de Investigaciones (PDI) de Chile
Designado por el presidente Sebastián Piñera Echenique, el 10 de junio de 2021, asumió el 19 de junio de 2021. En la ocasión, recibió la condecoración «Collar de La Gran Cruz» por parte del Presidente de la República, quien también le entregó el «Gallardete Oficial de Mando». Junto con la Placa N° 1, que es la insignia de mando, son los símbolos de su periodo, y que lo acompañarán por los próximos seis años.
El 15 de marzo de 2024, fue acusado de delitos de corrupción al supuestamente filtrarle información reservada al abogado Luis Hermosilla, lo cual llevó a su formalización y destitución como director general de la PDI. Durante la tramitación de la causa penal estuvo 414 días bajo la medida cautelar de prisión preventiva. Muñoz reconoció su responsabilidad, con tal de ser sometido a un juicio abreviado, y en mayo de 2025 fue condenado por el delito de violación de secreto en carácter reiterado a la pena de tres años y un día de presidio efectivo, con el beneficio de libertad vigilada.